# Thiago Lacerda
Thiago Ribeiro Lacerda, bardziej znany jako Thiago Lacerda (ur. 19 stycznia 1978 w Rio de Janeiro, w stanie Rio de Janeiro) – brazylijski aktor teatralny, filmowy i telewizyjny.

## Życiorys
Urodził się jako jeden z dwóch synów Pauli i Ribeiro Lacerdy. Ma brata Ribeiro. Mając trzy lata nauczył się pływać. Odbył potem w okresie dorastania także praktykę pływania. Do osiemnastego roku życia wygrywał kilkadziesiąt medali w różnych zawodach pływackich.
W 1997 zadebiutował w serialu telewizyjnym dla nastolatków Malhação (Trening) jako nauczyciel pływania Lula. Jego pierwszą główną rolę był Aramel w miniserialu Hilda Hurricane (Hilda Furacão, 1998), które przyniosły mu dwuletni kontrakt z Rede Globo i nagrodę Najlepszego Nowego Przybysza Roku '98. W telenoweli Terra Nostra (1999) zagrał włoskiego imigranta poszukującego lepszego życia w Brazylii. Do tej roli musiał nauczyć się akcentu włoskiego i udał się do São Paulo, aby lepiej zrozumieć kulturę włoskich imigrantów.
W 2004 w Miami otrzymał nagrodę Inte dla najlepszego aktora za rolę Giuseppe Garibaldiego w telenoweli Dom siedmiu kobiet (A Casa das Sete Mulheres, 2003).
3 marca 2007 ożenił się z aktorką Vanessą Loes, mają dwoje dzieci: syna Gaela (ur. 25 czerwca 2007) i córkę Corą (ur. 9 kwietnia 2010).
W 2010 w Rio de Janeiro zdobył nagrodę za tytułową kreację w sztuce Kaligula Marcela Camusa w reżyserii Gabriela Villela. Zagrał postać Jezusa w spektaklach: Pasja (2000, 2002), Ewangelia według Jezusa Chrystusa José Saramago (2003–2004) i Pasja, Nowe Jeruzalem (2004, 2008, 2011).

## Wybrana filmografia

### TV
- 1997: Malhação (Trening) jako Lucas (Lula)
- 1998: Hilda Hurricane (Hilda Furacão) jako Aramel
- 1998: Grzeszny kapitał (Pecado Capital) jako Vicente Lisboa
- 1999: VIP-Świat (Mundo VIP) jako Thiago
- 1999: Terra Nostra jako Matteo Batistela
- 2000: Akwarela z Brazylii (Aquarela do Brasil) jako Mario Lopes
- 2001: Córki matki (As Filhas da Mãe) jako Adriano Araújo
- 2002: Pocałunek wampira (O Beijo do Vampiro) jako Beto / Conde Rogério
- 2003: Dom siedmiu kobiet (A Casa das Sete Mulheres) jako Giuseppe Garibaldi
- 2003: Sława (Celebridade) jako Otávio Albuquerque
- 2004: W ramach nowego kierunku (Sob Nova Direção) jako Pedro
- 2004: Jest coś w Mario? (Quem vai ficar com Mário?) jako Mário
- 2005: Ameryka (América) jako Alexander Camargo (Alex)
- 2006: Na kartach życia (Páginas da Vida) jako Jorge Fragoso Martins de Andrade
- 2007: Wieczna magia (Eterna Magia) jako Conrado O'Neill
- 2008: Odcinek specjalny (Episódio Especial) jako Thiago
- 2009: Chwytaj dzień (Viver a Vida) jako Bruno Marcondes
- 2010: SOS awaryjny (S.O.S. Emergência) jako Júnior
- 2010: Mieszkańcy Rio de Janeiro (As Cariocas) jako Silvinho
- 2011: Oblicza trefla (Os Caras de Pau) jako Thiago
- 2011: Sznurek  (Cordel Encantado) jako Król Teobaldo
- 2011: A Vida da Gente (Ludzkie życie'') jako dr Lúcio Pires
- 2013: Wielka rodzina (A Grande Família) jako Thiago
- 2013: Joia Rara jako Antônio Baldo (Toni)
- 2013: Czas i wiatr (O Tempo e o Vento) jako kpt. Rodrigo Cambará
- 2014: Górna astralna (Alto Astral) jako Marcos Bittencourt

### filmy fabularne
- 2002: Pasja Jakobiny (A Paixão de Jacobina) jako Franz
- 2003: Sindbad: Legenda siedmiu mórz (Sinbad - A Lenda dos Sete Mares) jako Sinbad (dubbing w wersji brazylijskiej)
- 2004: Bracia w wierze (Irmãos de Fé) jako Paweł z Tarsu
- 2006: Muito Gelo e Dois Dedos d'Água jako Francisco
- 2006: Jeżeli byłeś (Se Eu Fosse Você) jako Marcos
- 2010: Bezpieczeństwo narodowe (Segurança Nacional) jako Marcos Rocha
- 2010: Megamocny (Megamente) jako Metro Man (dubbing w wersji brazylijskiej)
- 2013: Czas i wiatr (O Tempo e o Vento) jako kpt. Rodrigo Cambará
- 2014: Wyznania nastolatek - Film (Confissões de Adolescente - O Filme) jako Thiago
- 2014: Księga żywota (Festa no Céu) jako Joaquim